# Малый Косколь
Малый Косколь (каз. Кіші Қоскөл) — озеро в Узункольском районе Костанайской области Казахстана. Находится в 3 км к западу от села Ит-Сары и в 1 км к юго-востоку от села Косколь.
По данным топографической съёмки 1944 года, площадь поверхности озера составляет 1,18 км². Наибольшая длина озера — 1,3 км, наибольшая ширина — 1,3 км. Длина береговой линии составляет 4 км, развитие береговой линии — 1,03. Озеро расположено на высоте 94,4 м над уровнем моря.